# Circuito Carlos Romero de Tolhuin
Der Circuito Carlos Romero de Tolhuin ist eine Motorsport-Rennstrecke bei Tolhuin auf der Insel Feuerland in der Provinz Tierra del Fuego in Argentinien. Mit seiner Lage auf dem 54 südlichen Breitengrad ist die Anlage die am südlichsten gelegene Rennstrecke der Welt.

## Geschichte
Die bereits in den 70er Jahren existierende Offroad-Strecke wurde Ende der 1990er Jahre asphaltiert, um dem regionalen Ableger der ACTC-Serie eine Alternative zum ebenfalls auf Feuerland gelegenen Rennkurs bei Rio Grande zu schaffen. Neben dieser Rennserie nutzen auch Bosch und Audi die Strecke vereinzelt für Wintertestfahrten.
Die Strecke ist nach dem feuerländischen, aus Ushuaia stammenden Rennfahrer Carlos Romeiro benannt, der als einer der ersten Piloten aus der Region an der argentinischen Turismo Carretera teilnahm.

## Streckenbeschreibung
Der einen halben Kilometer nördlich des Flugplatzes Lago Fagnano Norte gelegene Kurs ist maximal 2,125 km lang und bietet zwei Streckenvarianten. 
Im Infield der Strecke befindet sich ein Enduro-Kurs auf dem regelmäßig Offroad-Wettbewerbe stattfinden.

## Veranstaltungen
Auf der Strecke fahren die regionalen Rennserien der Turismo Carretera Fueguino und der Turismo Carretera Austral. Auch die national ausgetragene Fiat Linea Competizione war hier schon zu Gast.